# Limbus Company
『Limbus Company』（リンバス・カンパニー）は韓国のインディーゲームスタジオであるProject Moonが開発、運営するスマートフォン、およびWindows向けゲームソフト。基本プレイ無料（アイテム課金制）。
同スタジオの作品である『Lobotomy Corporation』および『Library of Ruina』と世界観を共有している。プレイヤーはLimbus Companyの管理人となり、12人の「囚人」と共に都市中に存在する廃墟となったロボトミーコーポレーションの施設から「黄金の枝」を回収することを目的とする。
キャッチコピーは「FACE THE SIN, SAVE THE E.G.O」（罪悪に直面し、自我を救え）。

## 開発
2016年に設立されたProject Moonは同年早期アクセス版をリリースしたLobotomy Corporationによりユーザーから好意的な反応を受けていた。2021年に行われた2作目のLibrary of Ruinaの正式リリース直前のインタビューの際、同社代表のキム・ジフンは将来の開発方針について「ロボトミー社の支部に入って探検するゲーム」の構想やモバイルゲームに対する意欲を語った。
その後、同年7月に次作となる「Limbus Company」のTwitterアカウントを開設、登場予定のキャラクター等の情報を公開した。
11月19日に同社のYoutube公式チャンネル上にトレイラーを投稿し、公式サイトを公開、本作品が2022年冬にGoogle Playで配信されることを明らかにした。
年末にYoutubeに公開したQ&A動画にて、キム・ジフンは本作がスマホとPCでのマルチプラットフォーム展開となることを表明した。また課金要素のあるソーシャルゲーム（いわゆるガチャゲー）という形式に対して懸念の声があることを理解したうえで、将来の作品開発のための安定した収益源と世界観の定期的なアップデートのための選択だと説明した。
2022年9月に開催された東京ゲームショウ2022においてProject Moonはブースを出展、Limbus Companyのデモプレイコーナー等を設置したところ一時200分待ちとなるほどの好評を博した。
2022年11月に決済サービスやマルチプラットフォームサポート等の機能実装が遅れていることから12月23日に予定していたリリースを延期すると発表。2023年2月末でのリリースを目標とした。最終的に、2023年2月27日に正式に配信が開始された。配信当日には10万人以上のユーザーがサーバーに接続したため予期せぬ問題が発生したとして緊急メンテナンスが行われた。

## あらすじ
黒い森の中、時計頭となった人物ダンテは記憶を失いつつある中で命の危機に晒されていた。そこに現れたバスと12人の囚人、案内人を名乗るヴェルギリウスによって救われたダンテは、リンバスカンパニーの管理人として囚人たちと共に都市中を移動しながら「黄金の枝」を探す旅に出ることになる。
様々な過去を持つ囚人たちとの交流、黄金の枝を狙う敵対組織との戦いの中で、ダンテは自らの記憶と元来の望みを取り戻すべく管理人としての役割を果たそうとする。

## 登場人物・組織
多くは文学作品の登場人物や作者から名前が取られている。

### Limbus Company

#### LCB
ダンテ（Dante）
主人公。
頭が燃えるような時計に置き換わったコート姿の人物。記憶を失いながらリンバスカンパニーの管理人としての役目を果たしていくことになる。喋ることはできないが、共鳴した12人の囚人とは意思疎通を図ることができる。また、時計の針を回すことで囚人たちの傷を癒したり、生き返らせることができるが、その度に耐えがたい苦痛を味わうことになる。ヴェルギリウスやファウストの発言から、「星位を刻む」ことが自らの目的であると理解している。
名前のモデルはイタリアの詩人ダンテ・アリギエーリ。ティザーに記載された「Durante」は彼の本名（短縮前の名前）である。
ヴェルギリウス（Vergilius）
声 - ジョン・ソンフン
「案内人」を名乗る白髪の男性。都市の中でも卓越した者が認定される特色フィクサー「赤い視線」である。
囚人たちに対して高圧的に振舞うが、カロンに対しては和らいだ態度を見せる。
外伝作品である「Leviathan」では彼がリンバスカンパニーに加わるまでの経緯が描かれている。
名前のモデルは古代ローマの詩人ウェルギリウス。ダンテの叙事詩『神曲』では主人公のダンテを導く案内役である。
カロン(Charon)
声 - ソン・ハリム
メフィストフェレスの運転手。
白いツインテールが特徴の女性。擬音を多用したり、メフィストフェレスを「メフィ」と呼ぶなど幼児的な話し方をする。
外伝「Leviathan」ではその正体を知ることができる。
名前のモデルはギリシア神話に登場する冥界の渡し守カローン。『神曲』ではダンテとウェルギリウスを運んでいる。
メフィストフェレス
囚人たちが乗り込むバス、およびそのエンジンの名称。エンケファリンで稼働しており、人体からエネルギーを精製して動くこともできる。改造すればボート形態にもなる。ファウスト曰く、メフィストフェレスは形態変化を記憶していていつでも変化できるという。
エンジンには囚人の異なる人格を抽出するための機能が備わっている。
名前のモデルはドイツのファウスト伝説およびそれを元にした文学作品に登場する悪魔メフィストフェレス。

#### 囚人
LCB部署に所属する12人の社員。英語版ではSinner,韓国版では수감자（=収監者）である。ダンテと共鳴したことで意思疎通が可能となったほか、死亡しても生き返ることができるようになった。それぞれ過去に何らかの罪を背負っており、旅の過程でその因果に直面することになる。
イサン（Yi Sang, 이상）
声 - ミン・スンウ
囚人1番。物憂げな表情をした短髪の男性で、文語体を用いた特徴的な喋り方をする。腰には短刀を差している。
4章のメインキャラクター。
とある「翼」に最年少主席研究員として所属していた経歴を持つ。人格システムの開発に関わった。
名前のモデルは日本統治時代の朝鮮の詩人、小説家である李箱。
ファウスト (Faust)
声 - パク・ジユン
囚人2番。タートルネックのセーターを着た白髪の女性。WalprgisNachtと書かれた西洋剣を所持している。
都市一番の天才を自称しており、実際にメフィストフェレスのエンジンの設計者である。
ダンテの正体を知っていたり、ヴェルギリウスと対等にやり取りするなど他の囚人と比べて上位の立場にあることがうかがえる。
名前のモデルは前述の伝説、およびドイツの劇作家ヨハン・ヴォルフガング・フォン・ゲーテの詩劇『ファウスト』に登場するファウスト博士。
ドンキホーテ (Don Qixote)
声 - キム・イェリム
囚人3番。巨大なランスを持った金髪で小柄な女性。古風かつ大仰な喋り方をする。
7章のメインキャラクター。
フィクサーオタクであり、服にはワッペンなどフィクサーグッズを大量につけている。
正義のフィクサーに強い憧れを持っており、正義に対して異常なまでの執着心を見せるが、その結果度々トラブルを引き起こしている。
名前のモデルはスペインの小説家セルバンデスの作品『ドン・キホーテ』とその主人公、ドン・キホーテ・デ・ラ・マンチャ（アーロン・キハーノ）。
良秀（Ryōshū, りょうしゅう）
声 - イ・セア
囚人4番。日本刀を持ったボブヘアーの女性。喫煙者。
「万物の短縮は至高の芸術なり」という考えから会話文を極端に短縮して伝える傾向がある。
会社でも手に負えないような背景を持っている。
名前のモデルは『宇治拾遺物語』の一編、またそれを原作とした芥川龍之介の短編小説『地獄変』に登場する絵仏師、良秀。
名称は後者においては「よしひで」と読まれているが、前者では「りょうしゅう」である。
ムルソー (Meursault)
声 - グォン・ソンヒョク
囚人5番。角刈りでがっしりとした男性。右手に籠手を装備している。寡黙であり、ダンテに忠実に従う態度を見せる。

名前のモデルはフランスの小説家アルベール・カミュの代表作『異邦人』の主人公であるムルソー。
ホンル (Hong Lu, 鸿璐)
声 - キム・シンウ
囚人6番。長髪を後ろで束ねた青年。左目が青いオッドアイ。武器は青龍偃月刀。
裕福な家庭出身であり、一般人の文化に疎い。そのために好奇心から悪気なく庶民を侮蔑するような言動を取り、他人を苛立たせることが多い。
モデルは清朝の曹雪芹によって書かれた『紅楼夢』（Hong Lou Meng）の主人公、賈宝玉。彼だけ作品名から名前が取られている。
ヒースクリフ (Heathcliff)
声 - ホン・スンヒョ
囚人7番。浅黒い皮膚に傷だらけの腕を持つ男性。Revengeと書かれたバットを持っている。
6章のメインキャラクター。
考えるより先に手が出る直情的な人物で、折り合いが悪い囚人に殴りかかろうとし、ヴェルギリウスに睨まれる場面が多い。
名前のモデルはイギリスの作家エミリー・ブロンテの『嵐が丘』の主人公であるヒースクリフ。
イシュメール (Ishmael)
声 - ジャン・イェナ
囚人8番。オレンジの長髪が特徴の女性。盾とメイスを持っており、盾にはHearthと書かれている。
囚人の中では真面目に仕事をこなす常識人であるが、一方で神経質で率直な物言いをすることもある。かつては船で生活していたことを伺わせる発言を行う。
5章のメインキャラクター。
名前のモデルはアメリカの作家ハーマン・メルヴィルの小説『白鯨』における語り手イシュメイル。
ロージャ  (Родион, Rodion)
声 - ユン・アヨン
囚人9番。長身で長髪の大人びた女性。Расколと書かれた斧を持っている。本名はロージャ＝ロジオン＝ロジオンロマノヴィッチ。
人当たりが良く、冗談を交える社交的な人物。裏路地出身であり、金に目がなくギャンブルを好む。
2章のメインキャラクター。
名前のモデルはロシアの文豪フョードル・ドストエフスキーの代表作『罪と罰』の主人公、ロジオン・ロマーヌウィッチ・ラスコーリニコフ。
シンクレア (Sinclair)
声 - キム・ダウル
囚人11番。金髪で気弱な青年。Vogelと刻まれたハルバードが武器。フルネームはエミール・シンクレア。
精神的に不安定な面を見せることが多い。リンバスカンパニーが初めての職場で、戦闘にも慣れていない。
3章のメインキャラクター。
名前のモデルはドイツ生まれのスイスの小説家ヘルマン・ヘッセの作品『デミアン』の主人公、エーミール・シンクレール。
ウーティス (Ουτις, Outis)
声 - キム・ボナ
囚人12番。短髪にイヤリングを付けた女性。銃が組み込まれたファルカタを武器とする。
ダンテに対して慇懃な態度を見せる一方で、その有能な部下という自己認識から他の囚人を見下す言動が目立つ。かつては軍人だったようで、戦術や工房技術に熟達している。

他の囚人と違い、彼女の過去に関する記録の閲覧が禁止されている。
名前のモデルはホメーロス作とされる古代ギリシアの長編叙事詩オデュッセイアの主人公『オデュッセウス』が名乗った仮名。意味は「何者でもない」。
グレゴール（גרגור, Gregor）
声 - チェ・ハン
囚人13番。口にタバコを加え、眼鏡をかけた無精ひげの男性。右腕が昆虫の脚のようになっている。
皮肉と軽口を飛ばすことが多いが、基本的には常識人である。
1章のメインキャラクター。旧G社に所属しており、同社のプロパガンダにも登場するほどの有名人だった。他のG社職員と異なり、頭部に虫化手術を受けない「特別待遇」を受けていた。10年以上前に翼同士が引き起こした煙戦争の際同社から逃亡しており、その後没落した旧G社の元社員からは裏切り者として扱われている。
名前のモデルはプラハ出身のユダヤ系ドイツ語作家フランツ・カフカの小説『変身』に登場する虫になった青年、グレゴール・ザムザ。

## 世界設定・用語

### 都市
本作およびLobotomy Corporation、Library of Ruinaの舞台。文化や技術発展が異なる26の区域で構成されているディストピア世界。
翼
都市に存在する26個の大企業の総称。特異点と呼ばれる技術を用いて隆盛している。正式名称よりもA~Yのアルファベット+社で表記されることが通常である。一つの翼は一つの区域における巣の統治者でもある。
翼が没落することは「翼が折られる」と表現される。時に翼同士の戦争の結果没落が起こる。その後は、後釜として別の企業が新たな翼となる。
ロボトミーコーポレーション
折れた翼であり、旧L社と呼ばれる。12区に巣が存在していた。幻想体を利用して大量のエンケファリンを生産するエネルギー企業だったが、「白夜・黒昼」事件以降没落した。都市の各区に支部を設置しており地下でエネルギーを生産していたが、没落後は従業員共々封鎖されている。
巣
各区における中心区域。翼が統治しており、安全で豊かな高級地域である。一方で、翼が折れると巣の安全性は確保されなくなる。居住者は「羽」と呼ばれる。
裏路地
都市において翼の庇護が及ばない区域で、巣との境界は明確に区別されている。主に巣に住むための所得が無い人々が暮らしており、組織によって統治されている区域もある。裏路地ごとに固有の文化や禁忌が定められており、内部に居住区や会社、飲食店、学校が存在するという点では普通の街とも言えるが、午前3時13分から4時34分まで続く「裏路地の夜」という時間帯においては安全が保障されない。
フィクサー
都市におけるあらゆる物事を解決することを仕事とする人々。その業務は多岐にわたる。フィクサーとして活動するには協会に認可された事務所や協会にて免許を取得する必要がある。
9級（最も低い）から1級（最高）までのランクが定められており、その違いが地位や収入に影響するため低級フィクサーは実績を積んで高いランクへの昇格を目指す。
その他別枠として「特色」の称号を持つ優れたフィクサーが存在する。特色フィクサーは色+単語で表される別名を持つ。
協会
フィクサーを統括する団体。全てのフィクサーを管理するハナ協会を頂点として複数存在する。各協会ごとに専門分野が定められており、全ての依頼は特性ごとに協会に配分され、その後改めて事務所やフィクサーに分配される。
協会直属のフィクサーは高い地位と収入を得ることができるが、依頼された仕事を拒否できない不自由な立場でもある。
事務所
都市に無数に存在するフィクサーが集まる団体。協会に比べると規模は小さい。協会に所属し仕事を請け負う事務所もあれば、自ら依頼を得て動く所もある。
リンバス・カンパニー
主人公たちが所属する会社。ロボトミーコーポレーションの支部跡から「黄金の枝」を回収することを業務の一つとしている。
メフィストフェレスに乗って探索を行うバス部署 (LCB)の他に、事前に工作活動を行うビフォーチーム(LCCB)、探索後に支部から幻想体の卵やE.G.Oなどを回収するアフターチーム(LCCA)で構成されるクリア部署(LCC)、ねじれ現象(=Distortion)を専門とするLCDが存在している。
人格
無数の次元に存在する人物の様々な可能性。リンバスカンパニーは囚人に引き出した人格を上書きする技術を所持している。異なる人格はメフィストフェレスのエンジンを利用して抽出される。
人格を上書きされた囚人は、その立場における知識や技術、衣装、武器を備えており、性格も変化する。使用を終えると元の人格に戻る。
ゲーム内においては戦闘に使用するキャラクターである。
幻想体
ロボトミーコーポレーションで管理されていた危険な存在。かつて同社は幻想体を管理することでエンケファリンというエネルギーを抽出するビジネスを行っていた。
会社の没落以降は封鎖された旧L社支部の内部に生息している。倒しても死ぬことはなく、卵となって時間と共に再び孵化する。
E.G.O
旧L社において幻想体から抽出された強力な装備。存在の内面を物質化することで作り出される。旧L社支部跡に残るほか、自力でE.G.Oを発現させるケースも存在する。
ゲーム内においてはキャラクターごとに装備する強力なスキルである。
黄金の枝
旧L社支部の地下に存在する黄金色の木の枝。同社の技術の精髄であり、無数の可能性を持つ。LCBの活動において最大のターゲットであるが、同時に競合する組織と敵対することとなる。

## テーマソング
「In Hell We Live, Lament (feat.KIHOW)」
MiliとMYTH & ROIDのボーカルKIHOWによるテーマソング。作曲はYamato Kasai, Cassie Wei、作詞はCassie Wei。
「サラジネ」(사라지네)
各章のエンディングにて流れる曲。各章のメインキャラクターがボーカルを務める。作曲はStudio EIM。
사라지네は消えるという意味だが、歌詞にある살아지네は同じ発音で生き続けるという意味になる。